# Туча (канонерская лодка, 1880)
«Туча» —  мореходная канонерская лодка Российского императорского флота, одна из восьми типа «Дождь». С 1 февраля 1892 года переклассифицирована как канонерская лодка береговой обороны. С 1913 года плавучий маяк «Красноводский».
Ранее имя «Туча» носила канонерская лодка Балтийского флота типа «Осётр», участвовавшая в Крымской войне. Построена в 1855 году, выведена из боевого состава в 1869 году.

## Строительство и испытания
Проект был создан на основе неброненосной канонерской лодки «Ёрш» для усиления Балтийского флота после окончания Русско-турецкой войны 1877—1878 годов. Чертежи были разработаны в кораблестроительном отделении Морского технического комитета. В марте 1878 года было принято решение о закладке очередных двух канонерских лодок данного проекта. «Туча» заложена в Санкт-Петербурге в мае 1878 года на Новом адмиралтействе. Строитель Ф. Т. Епифанов.
В ходе строительства чертежи проекта несколько раз подвергались корректировкам. При строительстве была поставлена цель — использовались только отечественные материалы. Также случались частые задержки поставок материалов, комплектующих и оборудования. Ижорские заводы и Русское общество механических и горных заводов поставляли судостроительное железо.
Лодка была спущена на воду 12 сентября 1879 года. На испытаниях она проявила хорошие мореходные качества и плавный характер качки. В ходе пробы машины была достигнута скорость 8 узлов. В 1880 году принята в казну и введена в строй.
В 1881 году «Туча» была назначена для участия в сравнительных испытаниях с канонерскими лодками построенными для Сибирской флотилии, которые должны были проводиться флигель-адъютантом М. П. Новосильским.

## Конструкция
«Туча», «Гроза» и «Буря» были построены на основе конструкции первой серийной канонерки «Бурун» и имели более схожие характеристики, чем другие лодки проекта поздней постройки.
Длина 36,8 метра, ширина 8,9 метра. Осадка 2,1 метра. Проектное водоизмещение 383 тонн, полное 391 тонн. Главные механизмы (паровая машина) были изготовлены на заводе Берда. Её мощность была 240/259 индикаторных л. с. Движителем являлись два винта фиксированного шага.

### Вооружение
Канонерская лодка «Туча» в качестве главного калибра получила на вооружение отечественную 11-дюймовую (280-мм) пушку образца 1867 года производства Обуховского сталелитейного завода на станке Попова на переднем штыре. В качестве дополнительного вооружения были установлены две 37-мм револьверные пушки Гочкиса.
Позже были добавлены: 44-мм пушка Энгстрема и 25-мм картечница Гатлинга. С середины 1890-х годов лодка прошла перевооружение — были установлены три 9-фунтовые (107-мм) пушки и пять 4-фунтовых (87-мм) орудий.

## Служба
«Туча» начала службу в составе канонерского отряда Балтийского флота с базированием на Кронштадт. Отряд крейсировал в финских шхерах и на Моонзундском архипелаге. В 1886—1887 годах лодка под командованием капитана 2-го ранга П. А. Безобразова участвовала в гидрографических промерах Абосских шхер.
1 февраля 1892 года лодка была переклассифицирована как канонерская лодка береговой обороны. Далее перечислена в состав учебно-артиллерийского отряда контр-адмирала П. С. Бурачека.
7 сентября 1893 года «Туча» под командованием капитана 2-го ранга Н. М. Лушкова и броненосец береговой обороны «Русалка» под командованием капитана 2-го ранга В. Х. Иениша по приказу П. С. Бурачека вышли из ревельского порта и отправились в Гельсингфорс и далее в Бьерке. Во время ухудшения погоды корабли потеряли друг друга из виду и «Туча» прибыла в Гельсингфорс в одиночестве этим же днём. По прибытии Н. М. Лушков не упомянул об отсутствии «Русалки» в телеграмме контр-адмиралу П. С. Бурачеку и командиру Свеаборгского порта. Только на следующий день Н. М. Лушков отправил новую телеграмму П. С. Бурачеку с запросом, ожидать ему «Русалку» или следовать далее в Бьерке. Некоторое время спустя стало известно, что лодка «Русалка» затонула во время этого перехода.

В январе 1894 года состоялся военно-морской суд по факту гибели броненосца «Русалка». Обвинения были выдвинуты против командира учебно-артиллерийского отряда контр-адмирала П. С. Бурачека и командира канонерской лодки «Туча» капитана 2-го ранга Н. М. Лушкова. По приговору, который утвердил император Александр III 28 февраля, 
контр-адмирал П. С. Бурачек, за недостаточную осторожность в выборе погоды для отправления броненосца «Русалка» и лодки «Туча» в море, противозаконное бездействие власти и слабый надзор за подчинёнными объявить выговор в приказе, а командира лодки «Туча», капитана 2-го ранга Н. М. Лушкова, за неисполнение приказаний начальника по небрежности и за противозаконное бездействие власти отрешить от должности...
Летом 1899 года «Туча» по внутренним водным путям перешла с Балтики на Каспий. С 9 сентября 1889 года официально причислена к Каспийской военной флотилии Российской империи с базированием на Баку.
К 1906 году канонерки типа «Дождь» считались морально устаревшими и уже не могли нести боевую службу в полном объёме, в связи с этим их стали выводить из боевого состава флота. «Туча» была выведена 22 апреля 1906 года, и после разоружения, сдана к Бакинскому порту на хранение. Лодка исключена из списков 26 апреля этого же года.
В 1913 году лодка снята с хранения для переоборудования в плавучий маяк «Красноводский».
В 1918 году плавучий маяк «Красноводский» был захвачен силами диктатуры Центрокаспия при поддержке британских военных. Позже маяк перешёл в руки мусаватистов и турецких оккупантов. В 1919 году перешёл под контроль английских интервентов, а в 1920 году под контроль частей РККА, и 5 июля зачислен в состав Морских сил Каспийского моря (с 27 июня 1931 года Каспийская военная флотилия) Советского Азербайджана. В годы Великой Отечественной войны плавучий маяк «Красноводский» обеспечивал навигационную безопасность на Каспии.
7 июля 1956 года «Красноводский» исключён из списков судов ВМФ СССР и 17 августа 1956 года передан в ОФИ для демонтажа и реализации.

## Известные люди, служившие на корабле

### Командиры
- ??.??.1886—??.??.1887 капитан 2-го ранга П. А. Безобразов
- ??.??.1854—01.01.1917 капитан 2-го ранга Н. М. Лушков

### Другие должности
- ??.??.1889—??.??.1891 капитан-лейтенант Г. П. Беляев
- ??.??.1883—??.??.1884 лейтенант А. А. Гинтер